# Trận Navas de Tolosa
Trận chiến Las Navas de Tolosa, còn được biết đến với tên gọi Trận chiến Al-Uqab (معركة العقاب), diễn ra vào ngày 16 tháng 7 năm 1212 là một chiến thắng bước ngoặt quan trọng của thời kì Reconquista và trong lịch sử Tây Ban Nha thời Trung Cổ. Vua Alfonso VIII của Castila đã bỏ sang một bên những tranh chấp với các đối thủ của mình, Sancho VII của Navarra, Pedro II của Aragon và Afonso II của Bồ Đào Nha, để hành quân cùng họ chống lại Nhà Almohad, vương triều Hồi Giáo đang cai trị một nửa bán đảo Iberia. Nhận được tin này, Caliph al-Nasir đã ra lệnh tập hợp quân đội trong cả đế chế và hành quân lên phía bắc. Đại đa số những binh lính này đều đến từ các vùng đất của đế chế ở Bắc Phi.